# Justus Juncker
Justus Juncker (* 24. Juli 1703 in Mainz; † 15. Juni 1767 in Frankfurt am Main) war ein deutscher Genre- und Blumenmaler.

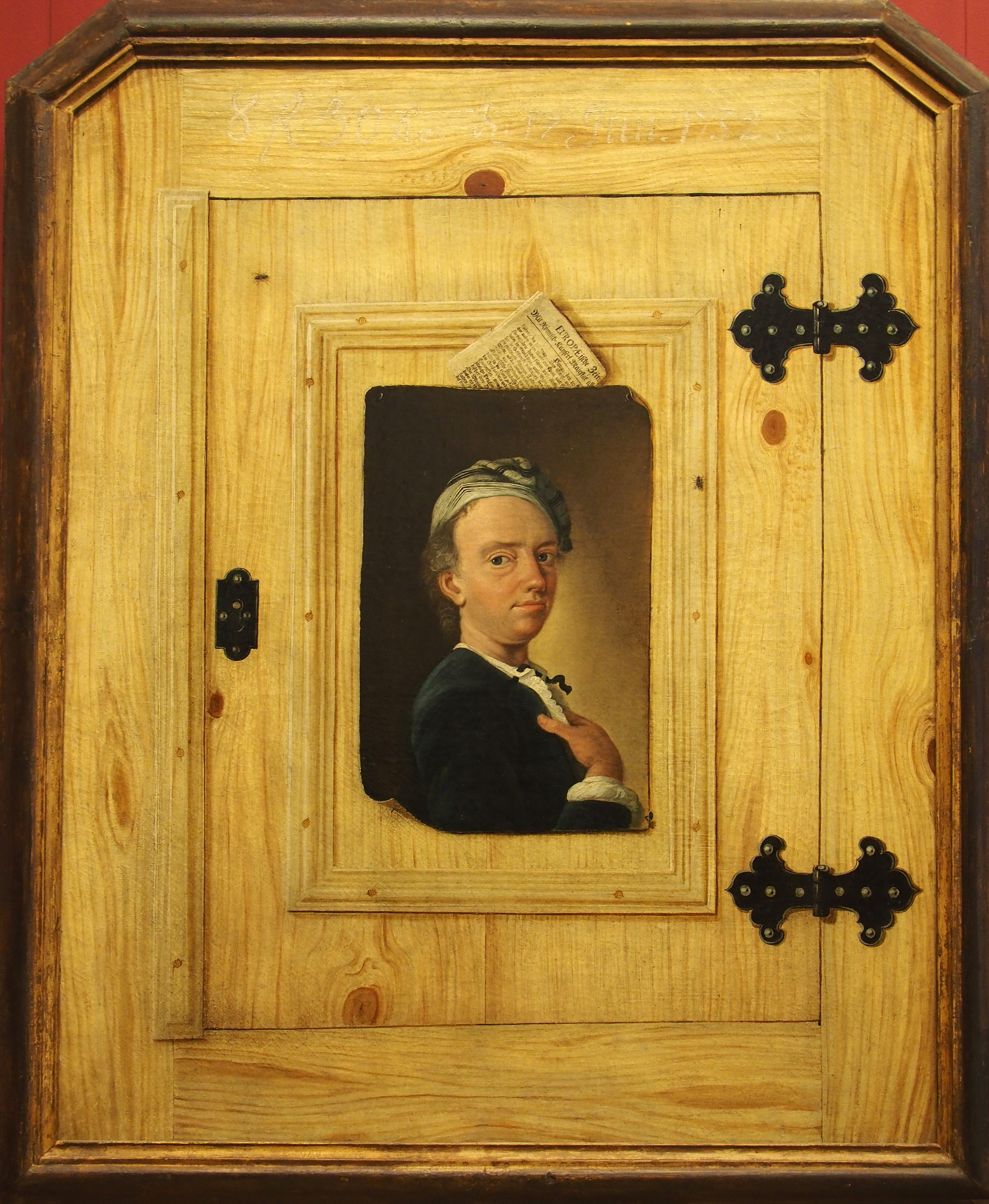
Quodlibet mit Selbstbildnis 1732

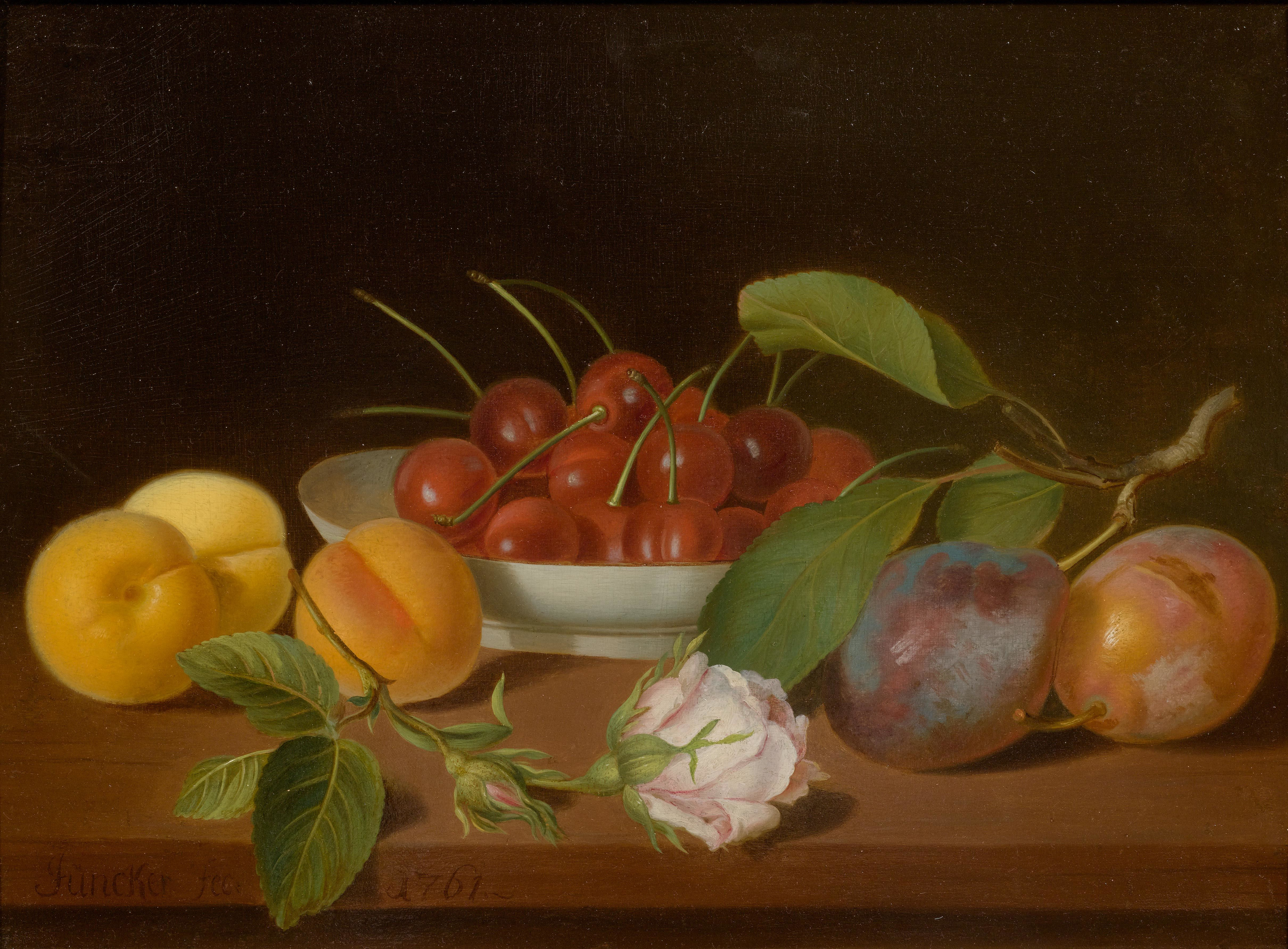
Justus Juncker: Stillleben mit Kirschen und Aprikosen, 1761

## Leben
Juncker war in Frankfurt am Main Schüler des Fassadenmalers Hugo Schlegel (1679–1737), bei dem auch Christian Georg Schütz d. Ä. lernte. Er wurde in der Folge von Kunstwerken in der Sammlung des Freiherren von Haeckel beeinflusst. Gemälde von Thomas Wyk nahm er sich zum Vorbild. Er arbeitete einige Zeit in London. 1723 zog er nach Frankfurt und wurde dort 1726 Beisasse.
Juncker war einer der Künstler, die Johann Caspar Goethe für die Ausstattung seines Hauses im Großen Hirschgraben beschäftigte.  Johann Wolfgang Goethe beschreibt die Entstehung von zwei Blumenstillleben des Malers  für sein Elternhaus in Dichtung und Wahrheit.  Zu Junckers Schülern zählen sein 1727 in Frankfurt am Main geborener Sohn Isaak Juncker und sein 1734 in Wiesbaden geborener Schwiegersohn Johann Daniel Bager.
Werke Junckers sind im Historischen Museum in Frankfurt am Main und im Städel zu sehen. Die Gemäldegalerie Alte Meister in Kassel beherbergt zahlreiche Interieurstudien und Porträts, die zum Teil noch zu Lebzeiten des Künstlers von Landgraf Wilhelm VIII. erworben wurden.
2015 verwandte der US-amerikanische Künstler John Baldessari ein Stillleben Junckers aus dem Jahre 1765 Birne mit Fliege im Städel in seiner Arbeit über 16 Gemälde des Museums. Die gezeigten The Städel Paintings werden jeweils als Diptychon Texten des Künstlers gegenübergestellt.